# Hectágono
En geometría, un hectágono o hecatontágono o 100-gono es un polígono de cien lados. La suma de todos los ángulos interiores del hectágono es de 17.640 grados. Como todos los polígonos regulares de un número elevado de lados, se asemeja visualmente a una circunferencia.

## Hectágono regular
Un hectágono regular está representado por el símbolo de Schläfli {100} y puede construirse como un pentacontágono truncado, t{50}, o un icosipentágono truncado dos veces, tt{25}.
El ángulo interior en un hectágono regular es 1762⁄5°, lo que significa que un ángulo exterior vale 33⁄5°.
El área de un hectágono regular es (con t = longitud del lado)
{\displaystyle A=25t^{2}\cot {\frac {\pi }{100}}}
y su inradio es
{\displaystyle r={\frac {1}{2}}t\cot {\frac {\pi }{100}}}
El circunradio de un hectágono regular vale
{\displaystyle R={\frac {1}{2}}t\csc {\frac {\pi }{100}}}
Dado que 100 = 22 × 52, el número de lados contiene un número de Fermat repetido (el número 5). Por lo tanto, el hectágono regular no es un polígono construible utilizando solo regla y compás. De hecho, ni siquiera es construible con el uso de una trisección angular, ya que el número de lados no es un producto de primos de Pierpoint distintos, ni un producto de potencias de dos y tres. No se sabe si el hectágono regular es construible mediante neusis.

### Construcción exacta con ayuda de la cuadratriz de Hipias

Hectágono, construcción exacta usando la cuadratriz de Hipias como ayuda adicional

## Simetría

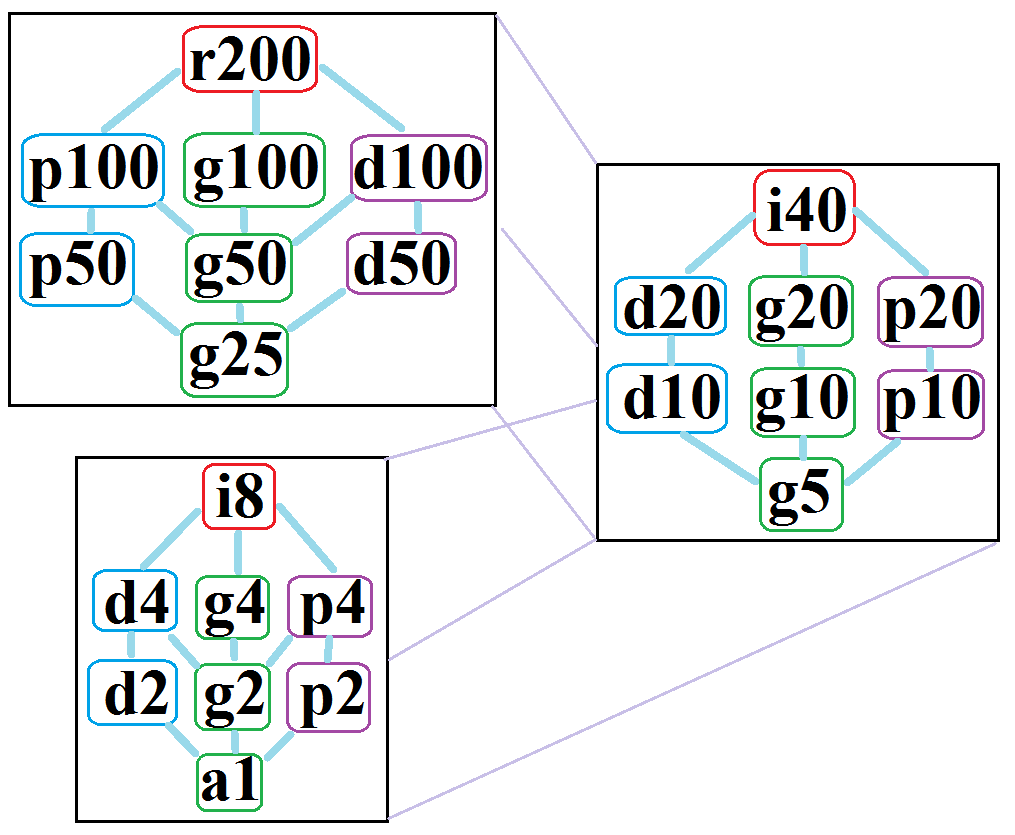
Las simetrías de un hectágono regular. Las líneas de color azul claro muestran los subgrupos del índice 2. Las 3 subgrafías en caja están relacionadas posicionalmente por los subgrupos del índice 5

El hectágono regular se corresponde con el grupo diedral Dih100 de orden 200, representado por 100 líneas de reflexión. Dih100 tiene 8 subgrupos diédricos: (Dih50, Dih25), (Dih20, Dih10, Dih5), (Dih4, Dih2 y Dih1). También tiene 9 simetrías cíclicas más como subgrupos: (Z100, Z50, Z25), (Z20, Z10, Z5) y (Z4, Z2, Z1), con Zn representando π/'n' simetría.
John Conway etiqueta estas simetrías inferiores con una letra y el orden de la simetría sigue a la letra. r200 representa la simetría completa y a1 no etiqueta simetría alguna. Denota con d (diagonal) las líneas de espejo a través de vértices, p para las líneas de espejo a través de bordes (perpendiculares), i a las líneas de espejo a través de vértices y bordes, y g para la simetría rotacional.
Estas simetrías inferiores permiten grados de libertad en la definición de hectágonos irregulares. Solo el subgrupo g100 no tiene grados de libertad, pero puede verse como un grafo dirigido.

## Disección

100-gono con 4900 rombos

Harold Scott MacDonald Coxeter establece que cada zonágono (un 2m-gono cuyos lados opuestos son paralelos y de igual longitud) se puede diseccionar en m(m-1)/2 paralelogramos. En particular, esto es cierto para polígonos regulares de muchos lados, en cuyo caso los paralelogramos son todos rombos. Para el hectágono regular, m=50, se puede dividir en 1225: 25 cuadrados y 24 conjuntos de 50 rombos. Esta descomposición se basa en una proyección en forma de polígono de Petrie de un hipercubo.
|  |  |

## Hectagrama
Un hectagrama es una estrella de 100 lados. Hay 19 formas regulares dados por los símbolos de Schläfli {100/3}, {100/7}, {100/9}, {100/11}, {100/13}, {100/17}, {100/19}, {100/21}, {100/23}, {100/27}, {100/29}, {100/31}, {100/33}, {100/37}, {100/39}, {100 / 41}, {100/43}, {100/47} y {100/49}, así como otras 30 estrellas regulares con la misma configuración de vértices.
| Imagen          | {100/3}  | {100/7}  | {100/11} | {100/13} | {100/17} | {100/19} |
| Ángulo interior | 169.2°   | 154.8°   | 140.4°   | 133.2°   | 118.8°   | 111.6°   |
| Imagen          | {100/21} | {100/23} | {100/27} | {100/29} | {100/31} | {100/37} |
| Ángulo interior | 104.4°   | 97.2°    | 82.8°    | 75.6°    | 68.4°    | 46.8°    |
| Imagen          | {100/39} | {100/41} | {100/43} | {100/47} | {100/49} |          |
| Ángulo interior | 39.6°    | 32.4°    | 25.2°    | 10.8°    | 3.6°     |          |